# Curare (revista)
Curare. Zeitschrift für Medizinethnologie (Curare. Revista d'antropologia mèdica) és una revista científica publicada des del 1978 en el camp de l'etnologia mèdica o el terme familiar anterior de l'etnomedicina, publicada el 1970 i fundada com un consorci d'etnomedicina.
Apareix a l'editorial per a la ciència i l'educació, Berlín, anteriorment a l'editorial de Vieweg. L'addició a la revista va ser fins al 2007: Zeitschrift für Ethnomedizin und transkulturelle Psychiatrie. El 2007 va tenir el seu 30è aniversari. L'editor en cap és Ekkehard Schröder (a partir de 2016).
La revista també publica una edició electrònica, que només és parcialment accessible.
L'Índex h de la revista és de 18 (a partir de 2016).